# Jazz Magazine
Jazz Magazine est un magazine français consacré au jazz, créé en 1954 par Nicole et Eddie Barclay et Jacques Souplet.

## Histoire
Jazz Magazine, leader des titres jazz en Europe, est fondé en 1954 par Eddie Barclay.
Frank Ténot (qui a quitté Jazz Hot pour rejoindre Jazz Magazine) et Daniel Filipacchi deviennent directeurs de Jazz Magazine peu après sa création, puis propriétaires à partir de 1956.
Un des premiers rédacteurs en chef fut Jean-Louis Ginibre, de 1962 à 1971, auquel succéda Philippe Carles. Celui-ci, journaliste érudit et co-auteur, notamment, de l'ouvrage Free Jazz/Black Power en 1971, demeura à la tête du mensuel jusqu'en 2007, laissant la place à Frédéric Goaty.
Si Philippe Carles a toujours été proche de l'avant-garde et du free jazz, Frédéric Goaty, qui voue une passion toute particulière à Prince, se distingue par des goûts plus éclectiques et ouvre ainsi le magazine à plus d'influences.
En septembre 2009, pour lutter contre la crise économique et la baisse de revenus dans le monde des périodiques musicaux, Jazz Magazine fusionne avec Jazzman.
En 2014, le titre fête ses 60 ans et est repris par Jazz&Cie, présidé par Édouard Rencker.
Tiré à 24 000 exemplaires, le mensuel traite de l’histoire et de l’actualité de tous les jazz est disponible en kiosque et sur abonnement.
En Mai 2024, Jazz Magazine a célébré ses 70 ans lors d'un concert Women in Jazz au Théâtre du Châtelet.
En 2025, Jazz Magazine lance son site ecommerce : https://boutique.jazzmagazine.com/ et opère une refonte de son site internet : https://www.jazzmagazine.com/
Jazz Magazine fait partie de Jazz&Cie, un écosystème dédié au développement du jazz et aux musiques du monde.
Il comprend un groupe de presse, une activité de production spectacles, un studio d’enregistrement, un label et plusieurs festivals.
La presse : avec quatre titres Jazz Magazine • Jazz News • Muzik • KR Studio 
La production de concerts: près de 60 concerts en 2024
Le studio d’enregistrement : le Quai Son (avec résidence d’artistes) est parmi les plus modernes d’europe. https://www.quaison.fr/
Le label de production : Quai Son Records. https://quaisonrecords.fr/